# Картер, Уэнделл
Уэнделл Картер (англ. Wendell Carter, род. 16 апреля 1999 года) — американский профессиональный баскетболист, выступающий за клуб НБА «Орландо Мэджик». До прихода в НБА играл за баскетбольную команду Университета Дьюка «Дьюк Блю Девилз». Был выбран «Буллз» на драфте НБА 2018 года под общим 7 номером.

## Биография
Картер родился в Атланте (штат Джорджия), посещал местную академию Пэйс. В 2017 году поступил в университет Дьюка, где играл за местную баскетбольную команду «Дьюк Блю Девилз». В своём единственном сезоне в университете он в среднем за игру набирал 13,1 очка и делал 9,1 подбора. После поражения Дьюка в турнире NCAA 2018 года он объявил, что не будет продолжать обучение, а планирует выставить свою кандидатуру на драфт НБА. На драфте он был выбран в первом раунде под общим 7 номером клубом «Чикаго Буллз». 3 июля 2018 года он подписал официальный контракт с командой.
Уэнделл дебютировал в НБА 18 октября в матче против «Филадельфии Севенти Сиксерс», в котором новичок набрал восемь очков, сделал 3 подбора, 3 передачи и один блок-шот. 31 октября он установил личный рекорд результативности, набрав в матче против «Денвер Наггетс» 25 очков. Кроме того, он также сделал восемь подборов, три блок-шота и три перехвата.
В 2016 году Картер в составе сборной США в возрасте до 17 лет принял участие в чемпионате мира в Испании, где его команда завоевала золотые медали, а его самого включили в сборную всех звёзд турнира.
В 2021 году вместе с Отто Портером был обменян из «Чикаго Буллз» в «Орландо Мэджик» на Николу Вучевича и Амину Аль-Фарука.
16 октября 2021 года Картер подписал с «Мэджик» четырехлетний контракт на 50 миллионов долларов США. 20 марта 2022 года Картер набрал максимальные за карьеру 30 очков в победе над «Оклахома-Сити Тандер» со счетом 90-85.
1 ноября 2022 года в матче против «Оклахома-Сити Тандер» Картер повторил свой карьерный рекорд, набрав 30 очков. 29 декабря он был отстранен НБА на одну игру без сохранения заработной платы за то, что покинул скамейку запасных во время перепалки в игре против «Детройт Пистонс» накануне.
7 октября 2024 года Картер и «Мэджик» договорились о продлении контракта на три года на 58,7 млн долларов.

## Статистика

### Статистика в НБА
| Сезон                                                                                    | Команда | Регулярный сезон | Регулярный сезон | Регулярный сезон | Регулярный сезон | Регулярный сезон | Регулярный сезон | Регулярный сезон | Регулярный сезон | Регулярный сезон | Регулярный сезон | Регулярный сезон | Серия плей-офф | Серия плей-офф | Серия плей-офф | Серия плей-офф | Серия плей-офф | Серия плей-офф | Серия плей-офф | Серия плей-офф | Серия плей-офф | Серия плей-офф | Серия плей-офф |
| Сезон                                                                                    | Команда | GP               | GS               | MPG              | FG%              | 3P%              | FT%              | RPG              | APG              | SPG              | BPG              | PPG              | GP             | GS             | MPG            | FG%            | 3P%            | FT%            | RPG            | APG            | SPG            | BPG            | PPG            |
| ---------------------------------------------------------------------------------------- | ------- | ---------------- | ---------------- | ---------------- | ---------------- | ---------------- | ---------------- | ---------------- | ---------------- | ---------------- | ---------------- | ---------------- | -------------- | -------------- | -------------- | -------------- | -------------- | -------------- | -------------- | -------------- | -------------- | -------------- | -------------- |
| 2018/19                                                                                  | Чикаго  | 44               | 44               | 25,2             | 48,5             | 18,8             | 79,5             | 7,0              | 1,8              | 0,6              | 1,3              | 10,3             | Не участвовал  | Не участвовал  | Не участвовал  | Не участвовал  | Не участвовал  | Не участвовал  | Не участвовал  | Не участвовал  | Не участвовал  | Не участвовал  | Не участвовал  |
| 2019/20                                                                                  | Чикаго  | 43               | 43               | 29,2             | 53,4             | 20,7             | 73,7             | 9,4              | 1,2              | 0,8              | 0,8              | 11,3             | Не участвовал  | Не участвовал  | Не участвовал  | Не участвовал  | Не участвовал  | Не участвовал  | Не участвовал  | Не участвовал  | Не участвовал  | Не участвовал  | Не участвовал  |
| 2020/21                                                                                  | Чикаго  | 32               | 25               | 24,8             | 51,2             | 36,4             | 73,9             | 7,8              | 2,2              | 0,6              | 0,8              | 10,9             | Не участвовал  | Не участвовал  | Не участвовал  | Не участвовал  | Не участвовал  | Не участвовал  | Не участвовал  | Не участвовал  | Не участвовал  | Не участвовал  | Не участвовал  |
| 2020/21                                                                                  | Орландо | 22               | 19               | 26,5             | 49,3             | 24,1             | 72,1             | 8,8              | 1,6              | 0,8              | 0,8              | 11,7             | Не участвовал  | Не участвовал  | Не участвовал  | Не участвовал  | Не участвовал  | Не участвовал  | Не участвовал  | Не участвовал  | Не участвовал  | Не участвовал  | Не участвовал  |
| 2021/22                                                                                  | Орландо | 62               | 61               | 29,9             | 52,5             | 32,7             | 69,1             | 10,5             | 2,8              | 0,6              | 0,7              | 15,0             | Не участвовал  | Не участвовал  | Не участвовал  | Не участвовал  | Не участвовал  | Не участвовал  | Не участвовал  | Не участвовал  | Не участвовал  | Не участвовал  | Не участвовал  |
| 2022/23                                                                                  | Орландо | 57               | 54               | 29,6             | 52,5             | 35,6             | 73,8             | 8,7              | 2,3              | 0,5              | 0,6              | 15,2             | Не участвовал  | Не участвовал  | Не участвовал  | Не участвовал  | Не участвовал  | Не участвовал  | Не участвовал  | Не участвовал  | Не участвовал  | Не участвовал  | Не участвовал  |
|                                                                                          | Всего   | 260              | 246              | 28,0             | 51,6             | 32,1             | 73,3             | 8,8              | 2,1              | 0,6              | 0,8              | 12,9             | Не участвовал  | Не участвовал  | Не участвовал  | Не участвовал  | Не участвовал  | Не участвовал  | Не участвовал  | Не участвовал  | Не участвовал  | Не участвовал  | Не участвовал  |
| Наведите курсор мыши на аббревиатуры в заголовке таблицы, чтобы прочесть их расшифровку. |         |                  |                  |                  |                  |                  |                  |                  |                  |                  |                  |                  |                |                |                |                |                |                |                |                |                |                |                |

### Статистика в колледже
| Сезон                                                                                   | Команда | GP | GS | MPG  | FG%  | 3P%  | FT%  | RPG | APG | SPG | BPG | PPG  |  |
| --------------------------------------------------------------------------------------- | ------- | -- | -- | ---- | ---- | ---- | ---- | --- | --- | --- | --- | ---- |  |
| 2017/18                                                                                 | Дьюк    | 37 | 37 | 26,9 | 56,1 | 41,3 | 73,8 | 9,1 | 2,0 | 0,8 | 2,1 | 13,5 |  |
|                                                                                         | Всего   | 37 | 37 | 26,9 | 56,1 | 41,3 | 73,8 | 9,1 | 2,0 | 0,8 | 2,1 | 13,5 |  |
| Наведите курсор мыши на аббревиатуры в заголовке таблицы, чтобы прочесть их расшифровку |         |    |    |      |      |      |      |     |     |     |     |      |  |

## Личная жизнь
Отец Уэнделла, Уэнделл-старший, был профессиональным баскетболистом в Доминиканской Республике. Его мать, Кайлия Картер, играла в баскетбол в Университете Миссисипи. Родители Картера-младшего с раннего возраста уделяли особое внимание академическим дисциплинам, что в конечном итоге привело к его интересу к таким учебным заведениям, как Университет Дьюка. 23 февраля 2018 года Картер стал одним из 25 игроков колледжа, которые, согласно расследованию ФБР, получили недопустимые преимущества в качестве спортсмена колледжа в результате того, что его мать якобы обедала с агентом за девять месяцев до того, как Уэнделл выбрал Дьюк.